# Mengold de Huy
Saint Mengold de Huy ou Maingaud, mort en 892, est un noble comte de Huy et chevalier de la région de Huy (Belgique), qui devenu pénitent mourut assassiné par ses opposants au IXe siècle. Des miracles lui sont attribués. Liturgiquement il est commémoré le 8 février.

## Précisions hagiographiques
Il n’est connu que par la Vita et miracula Mengoldi, un texte anonyme du XIIe siècle qui popularisa son culte dans la région hutoise lorsque ses reliques y furent translatées. Au XVIe siècle, le prince-évêque de Liège Érard de La Marck déclara dignes de foi les mérites du saint. La Vita Mengoldi fut publiée et critiquement analysée en 1658 par Jean Bolland (fondateur des Bollandistes) dans les Acta Sanctorum de février, tome II (1658). 
La châsse des reliques de saint Mengold, œuvre de l'orfèvre Godefroy de Huy, est conservée dans la collégiale Notre-Dame et Saint-Domitien de Huy. 